# Мелник
 Тази статия е за града в България.  За града в Чехия вижте Мелник (Чехия).  
Мѐлник (на гръцки: Μελένικο, Меленико, катаревуса: Μελένικον, Меленикон) е най-малкият град в България, разположен в област Благоевград, община Сандански. По данни на ГРАО към 15 юни 2024 г. в града живеят 256 души по настоящ адрес и 181 души по постоянен адрес.

## География
Мелник се намира в планински район в югозападните поли на Пирин планина, на 21 km от общинския център Сандански, на 81 km от областния център Благоевград, на 180 km от столицата София и на 140 km от Солун. Разположен е в живописна местност на 437 m н.в. Климатът е преходносредиземноморски с летен минимум и зимен максимум на валежите. Средната годишна валежна сума е около 670 mm. През градчето протича Мелнишката река, ляв приток на Струма. На 7 km от него се намира Роженският манастир. За любителите на природата има пряка пътека, която минава през природния феномен Мелнишки пирамиди. Мелник е изходна точка за хижа „Пирин“ и хижа „Малина“.

## История

### Античност
През Античността тук има селище на тракийското племе меди, което през I – III в. бележи разцвет. На платото „Св. Никола“, защитено от отвесни склонове и с отлична видимост към околността, се намира тракийско светилище, превърнато по-късно през 97 г. в каменен храм с йонийски и дорийски колони. Храмът, посветен на Бендида, е разрушен през втората половина на IV в. вероятно от фанатизирани привърженици на новата религия, християнството, или при нахлуване на готите.
През I – IV в. древният Мелник е център на императорско имение, включващо обширни селски земи по река Струма. По това време тук се заселват и множество римски ветерани от тракийски и италийски произход, и е възможно тогава селището да е носило името Гарескос. През VI в. при император Юстиниан I върху руините на старото светилище е издигната импозантна базилика в чест на Свети Николай. На естествено защитеното плато по това време има и силна крепост, построена по дългия хребет и над Мелнишка река, откъдето се открива великолепна панорама към цялата околност.

### Средновековие
Според академик Иван Дуйчев, етимологията на името Мелник има чисто славянски произход. Тя се извежда от старинната славянска дума мел – бяла глина, креда, с която се означават скалите, сред които е разположен градът. Въз основа на археологически данни се предполага, че Мелник е бил крепост за охрана на южната българска граница и пътя по река Струма, след сключването на българо-византийския договор от 864 г. През X – XI в. старите крепостни стени тук са поправени, а на места са изградени нови.
Мелник се споменава за първи път в писмените извори в началото на XI век във връзка с включването му в границите на Византия след Беласишката битка. Според пътеписа на Мохамед Ал-Идриси през XI – XII в. византийски Мелник е прочут град с обработени полета, села и ниви, които следват непрекъснато. Като граничен град между България и Византия често сменя суверенитета си. В първите години на XIII век управителят на Западните Родопи – Алексий Слав, става независим владетел със столица в Мелник. Градът е обграден с крепостни стени. В средата на XIII век градът влиза в границите на Никейската империя. През 1252 година за наместник на никейския император Йоан III Дука Ватаци в Мелник е назначен бъдещият велик византийски император Михаил Палеолог, който поддържа в Мелник добри отношения с българите. През XIII век в Мелник са заточвани неколкократно цели родове на византийски аристократи (от българския цар Калоян и от византийски императори), което променя състава на населението и архитектурния облик на града (много от византийските къщи са ползвани до началото на XX век, величествени руини от тях са запазени и до днес).
През XIV век за известно време Мелник е включен във владенията на протосеваст Хрельо, а след неговата смърт през 1342 година в продължение на около 15 години градът е под властта на сръбския владетел Стефан Душан. Последният християнски владетел на града е Константин Драгаш, загинал в битката при Ровине през 1395 година.

### В Османската империя
Мелник пада под османска власт след 1395 година. Градът и неговата околност са включени в състава на Кюстендилски санджак като самостоятелна нахия. Във ферман от 1604 година той се споменава вече като център на каза. В средата на XVII век османският пътешественик Евлия Челеби описва Мелник като оживена паланка с едноетажни и двуетажни просторни каменни къщи, покрити с керемиди, с много домашни бани и уредени лозя и градини. Под името Мелник градът се споменава в редица османски финансови, данъчни и съдебни документи от началото на XVII до края на XIX век.
През първите векове на османското владичество Мелник упада, за да се замогне отново в края на XVIII и началото на XIX век, когато в него оживява културната и просветната дейност. Жителите на града се занимават с винопроизводство и тютюнопроизводство, като изнасят вино в цяла Европа, и най-вече за Англия и Австрия. Най-известните и крупни мелнишки търговци са от фамилията Кордопулос, чиято къща с винарска изба е превърната днес в музей. В града са действали над 70 църкви, а в околността е имало четири манастира. Три мъжки училища (от които едно българско) и едно девическо училище са възпитавали младежите от многолюдния град през Възраждането. Градът е имал и много богата библиотека.
Гръцкият просвещенец Атанасиос Псалидас пише в своята „География“ (1818 – 1822):
| „ | Меленико е малко градче, разположено на изток от Серас. Населява се от българи, малко гърци и има елинско училище. | “ |

През XIX век Рилският манастир получава големи парични помощи от мелнишки поклонници. През 1837 година оттук постъпват 8761 гроша милостиня, а през 1839 година от три различни групи се получават 2847 гроша. Мелнишките търговци снабдяват манастира с маслини, сапун, обувки, хайвер, зехтин и други хранителни продукти и вещи от първа необходимост. Най-често оттук се купува семе за манастирските зеленчукови градини.
В 1845 година руският славист Виктор Григорович пише в „Очерк путешествия по Европейской Турции“ за Мелник:
| „ | Меленик, жителите на който са българи, напълно усвоили гръцкия език, има 26 големи и малки църкви и две гръцки училища, като към едното от тях до неотдавна имало и гръцка типография. | “ |

Според свидетелства на американски мисионери, посетили града през 1862 година, той има 1200 къщи, а жителите му „говорят на гръцки, но са цивилизовани и трудолюбиви“. Александър Синве („Les Grecs de l’Empire Ottoman. Etude Statistique et Ethnographique“), който се основава на гръцки данни, в 1878 година пише, че в Меленик (Mélénik) живеят 3600 гърци. Според „Етнография на вилаетите Адрианопол, Монастир и Салоника“ в 1873 година в Мелник има 1030 домакинства – 650 мюсюлмани, 2000 българи и 560 гърци.
На 5 март 1873 година Петър Сарафов разкрива първото българско училище в Мелник в дома на свещеник Атанас Павлов. Училището е посещавано от деца от града и от околните села. Наклеветен от гърци пред властите, Сарафов не успява да довърши годината и е принуден да напусне Мелник, като на негово място учител става Иван Козарев. След него преподават Спас Влахли от Влахи и Тома Николов от Неврокоп, при когото в навечерието на Руско-турската война, след нови гръцки клевети, училището отново е затворено, за да бъде отворено в 1881 година. По-късно Хаджи поп Димитър от Черешница дарява сграда за българското училище.
През втората половина на XIX век Мелник започва постепенно да запада, оставайки настрани от главния път по долината на река Струма. Част от жителите му се преселват в Сяр, Горна Джумая и другаде из България.
В 1891 година Георги Стрезов пише за Мелник:
| „ | Градът Мелник е седалището на каймакамина. Мелник се пада на СЗ от Сяр, на разстояние 12 часа. Местоположението на града е чудновато; той лежи в една яма при полите на Пирин. [...] Такава природа прави това място много по-сгодно за заточение, нежели за жилище на свободни хора. И наистина преданието говори, че Мелник се основал от заточени византийски гърци, като пост срещу българите. [...] Престарял град е Мелник; в него има 45 древни църкви, гръцки. Само в „Св. Пантелеймон“ до 1885 г. имало изображения със славенски надписи. Къщите му са високи, оригинални; наместо улици служат потоци и суходолици, които във време на дъжд притичат бурни и спират всяко съобщение. Затуй дюкяните са твърде остроумно сградени: 4 м. високо от улицата – порой – е вратата; до тях се стига чрез подемни мостове, с които е снабден всеки дюкян. Мелник е едничкият град по цяла Македония, дето се говори по къщи гръцки. Отде се взеха гърците, споменах по-горе; но затова цялата околия е чисто българска. Всички в града знаят български; по пазаря говорят български. Много българе е погълнал тоя град и още поглъща. Има 3 гръцки училища със 7 учителя и 345 ученика. Българското училище едва брои 45 ученика. Броят на къщите е до 850: 200 тур., 300 гърц., и 350 бълг. | “ |

В 1895 година в Мелник идва да преподава първата българска учителка Зоица Златинова, като преподава в града до 1897 година. Златинова развива широка дейност по привличане на девойки в образователната система и работи усърдно с родителите, за да преодолее грешното разбиране за мястото на момичетата в образованието.
Към 1900 година, според статистиката на Васил Кънчов („Македония. Етнография и статистика“), населението на града е 4330 души, от които 500 българи-християни, 950 турци, 2650 гърци, 30 власи и 200 цигани.
В първото десетилетие на ХХ век почти цялото население на Мелник е в лоното на Цариградската патриаршия. По данни на секретаря на Българската екзархия Димитър Мишев („La Macédoine et sa Population Chrétienne“) в 1905 година в града има 40 българи екзархисти, 220 българи патриаршисти гъркомани и 3825 гърци. В града работят прогимназиално и основно българско училище и 2 прогимназиални и 2 основни гръцки. В Мелник функционира гръцки мъжки силогос, а на 26 април 1906 година е основано женското дружество „Хармония“ лично от митрополит Ириней Мелнишки, който набляга на необходимостта да се засили борбата на елинизма с българските чети. Дружеството подпомага гръцката пропаганда в Македония. През 1911 година дружеството организира голям протест, с който успява да осуети плановете на българите да построят църква и училище в центъра на града.
При избухването на Балканската война през 1912 година шест души от града са доброволци в Македоно-одринското опълчение. По време на войната на 14 октомври 1912 година в местността Грозни дол (южно от града) са избити от отстъпващата турска войска 28 българи и гърци заложници от Мелник и района.

### В България
Градът е освободен от османска власт през Балканската война на 17 октомври 1912 година от четата на Яне Сандански. Местното население избира за кмет Георги Коцев, за помощник-кмет Петър Говедаров членове на общинската комисия са избрани Андрей Попилиев и Панде Илиев. След сключването на Букурещкия договор и оставането на града на територията на България гръцкото му население се изселва в Гърция, в най-близкия град след границата – Валовища (Сидирокастро). На тяхно място идват българи-бежанци от Солунско, Сярско, Драмско и други части на Егейска Македония.
През 1916 година по време на Първата световна война професор Васил Златарски, като участник в научно-разузнавателната мисия в Македония и Поморавието, организирана от Щаба на действащата армия, посещава града. В рапорта си до Началник-щаба на действащата армия той пише:
| „ | ...днес тоя град представя истински развалини: от 2 хиляди къщи (ок. 10 000 души) сега едва ли ще се наброят до 200 къщи, в които живеят хора; всичко друго е срутено съвсем или полусрутено от пожар, или стоят къщи здрави, цели още, но без прозорци и врати и изобщо без дървен материал. От разпита узнах, че турската махала била запалена и съсипана от четници в 1912 г., а другата по-голяма част на града била напусната от гръцкото и гъркоманското население, което било увлечено от гръцките войски в 1913 г., когато напущали Мелник съгласно с Букурещкия мир. | “ |

В годините 1913 – 1925 Мелник е околийски център. В 1925 година със Закона за изменение на административното деление на територията на България центърът на околията е преместен в Свети Врач . Градът остава встрани от новия път по долината на Струма и постепенно запада. Занаятите и търговията замират, а болестта филоксера опустошава лозовите масиви. Като основен поминък на населението се запазва земеделието.
От 1968 година Мелник е обявен за град музей.

## Население
Численост на населението според преброяванията през годините:
| \| Година на преброяване \| Численост \| \| --------------------- \| --------- \| \| 1934 \| 552 \| \| 1946 \| 472 \| \| 1956 \| 522 \| \| 1965 \| 551 \| \| 1975 \| 417 \| \| 1985 \| 330 \| \| 1992 \| 287 \| \| 2001 \| 243 \| \| 2011 \| 217 \| \| 2021 \| 165 \| |           |
| Година на преброяване | Численост |
| 1934 | 552       |
| 1946 | 472       |
| 1956 | 522       |
| 1965 | 551       |
| 1975 | 417       |
| 1985 | 330       |
| 1992 | 287       |
| 2001 | 243       |
| 2011 | 217       |
| 2021 | 165       |

Според преброяването на населението през 2011 година, етническият състав включва 208 българи.

## Религия
В миналото градът е център на Мелнишката епархия, основана в XIII век. През XIX век тя обхваща Мелнишката, Петричката и Демирхисарската кааза и нахията Долна Джумая от Сярската каза с общо 101 християнски селища. След 1878 година към епархията се присъединява и Горноджумайската кааза, подведомствена дотогава на Самоковската епархия на Българската екзархия. През 1891 – 1892 година голяма част от християнското население в епархията отхвърля властта на Цариградската патриаршия. Първи 21 села от Горноджумайско минават в лоното на Българската екзархия. Три четвърти от селищата в Мелнишко също се отказват от Патриаршията. С изключение на 100 къщи и Петрич преминава под екзархийско ведомство. Скоро и селата последват примера на града. През 1894 година Горноджумайската каза се присъединява към новосъздадената екзархийска Неврокопска епархия.
Днес диоцезът на Мелнишката епархия е поделен между Неврокопската епархия на Българската православна църква и Валовищката на Цариградската патриаршия (управлявана от Църквата на Гърция). Мелнишки е титулярна епископска титла (тоест без епархия) на БПЦ.
В Мелник се намира частично запазената средновековна византийска църква „Св. Никола“, датирана към края на XII век и разрушена при пожар през 1913 г. Църквата има прилежаща камбанария, която е построена отделно и се намира северозападно от църквата. Двете бронзови камбани на църквата датират от XIII в. и се смятат за едни от най-старите в Европа. Открити са в началото на XXI в. Мелнишката църква „Св. св. Петър и Павел“ е построена в XIX век и е с изключителна художествена стойност.
Край Мелник се намира Роженският манастир, който е най-голямата обител в Пиринския край и един от няколкото средновековни български манастира, запазени сравнително непокътнати и до днес. Манастирът е построен през XIII в. Разположен е на около 7 km от гр. Мелник в ниските части на Пирин. Той предлага изключителна гледка до върховете на Пирин и Беласица, както и до популярните мелнишки мелове – разположени около града пирамидални хълмове, образувани от ерозия на глинена почва. Сегашната манастирска сграда е от XIX в. Манастирският храм е забележителен паметник на културата. Най-старият надпис върху стенописите е от 1597 г. Църквата има интересен дърворезбен иконостас, стенописи и стъклопис в източната си част. В манастирската сграда е уредена експозиция. Асфалтовият път от Мелник е много добър и води директно до портите на манастира. Няма редовна автобусна линия от града до село Рожен.

## Икономика
Днес основен поминък на населението са винопроизводството и туризмът. Традиционно почти всяко семейство отглежда лозя и произвежда вино за собствена консумация и за продажба на дребно.
В наши дни регионът на Мелник се радва на възраждане на лозарството и винопроизводството. Няколко нови, модерни винарни са построени и функционират (Вила Мелник, Синтика, Орбелус и др.), произвеждайки висококачествено вино от местни и международни сортове.

## Културни и природни забележителности
Градът е част от Стоте национални туристически обекта на Български туристически съюз:
- Градският исторически музей в Мелник е разположен в бившия клуб на активните борци. В музея е показан основният поминък на този град и района – винопроизводството от местната мелнишка лоза. Показани са снимки на мелнишки изби, бъчви и др., свързани с обработката и съхраняването на мелнишкото вино. Музеят притежава богата сбирка, представяща градския живот[42] и бит[43] през Възраждането. Има печат. Работно време: 9:00 – 12:00 и 13:00 – 17:00 ч. без почивен ден. Има печат.

- Кордопуловата къща е построена през 1754 година от заможен гръцки търговец от фамилията Кордопулос. Тя е една от най-монументалните възрожденски къщи в страната. В нея е уредена експозиция на мелнишка изба, издълбана във вид на тунел в скалата, с експонирани в нея огромни бъчви за съхраняване на мелнишко вино. Показана е нейната вътрешна архитектура с украси от стенописи, резби и стъклописи. Има печат.
- Пашовата къща е построена в началото на XIX век, паметник на културата[44]

- Мелнишка крепост
- Паметникът на Яне Сандански е построен през 1972 година и се намира в градинката при входа на Мелник. Неговият автор е скулпторът Крум Дерменджиев.[45]

- Мелнишките скални пирамиди
- Хижа Пирин[46]

## Любопитно
На Мелник е наречена улица в София (Карта).
На името на града е именуван и Мелнишкият хребет с връх Мелник на остров Ливингстън, от архипелага Южни Шетландски острови, Антарктида.

## Личности
В XIX и началото на XX век населението на Мелник е силно смесено. В града живеят българи, гърци, турци, власи и цигани. В Мелник са родени гръцкият политик и революционер Анастасиос Полизоидис, българският иконописец Лазар Аргиров, който е един от най-видните представители на Мелнишкото художествено средище през XIX век, българският революционер, грък по произход, Иван Анастасов Гърчето, видният български възрожденски просветител Емануил Васкидович и други. Вижте списъка с по-известни мелничани.

## Галерия
- Снимки от Мелник
- Църква „Свети Антоний“
- Художествена керамика от Мелник, изложена в Музея на виното
- Кордопуловата къща
- Паметник на Яне Сандански